# برزند
برزند (بالإنجليزية: Qaleh Barzand)‏ هي منطقة سكنية تقع في قسم بائين برزند الريفي (مقاطعة غرمي) في إيران. يقدر عدد سكانها بـ 146 نسمة .